# Showbiz Extra
Showbiz Extra ist eine Sendung des südkoreanischen Senders Arirang TV, die die südkoreanische Popkultur der Welt vorstellen soll. Das Motto lautet „The window to Korea's pop culture“.
Es geht meistens um Sänger oder Bands aus Südkorea, aber auch um Schauspieler.
Die Sendung gliedert sich in vier Abschnitte
- On Location
- Extra Plus
- Star Focus
- News Extra

## Moderatoren
- Henry Shinn
- Jessica Chang
- Lena Hong
- Tomo
- Dami Lee